# Środa Śląska
Środa Śląska [ˈɕrɔda ˈɕlɔŋska], tyska: Neumarkt in Schlesien, latin: Noviforum, är en stad i sydvästra Polen och huvudort i distriktet Powiat średzki i Nedre Schlesiens vojvodskap. Staden ligger omkring 31 kilometer väster om Wrocław. Tätorten hade 9 306 invånare i juni 2014 och är centralort i en stads- och landskommun med totalt 19 679 invånare samma år.

## Geografi
Staden Środa Śląska ligger i ett bördigt jordbrukslandskap vid ån Średzka Woda, 11 km söder om floden Oder. Staden ligger mitt på Środaplatån som begränsas av floderna Oder, Kaczawa, Nysa Szalona och Strzegomka.

## Historia
Redan under 1100-talet uppstod en marknadsort på platsen, som låg vid den viktiga öst-västliga landsvägen Via Regia. Namnet Środa betyder "onsdag", vilket tros syfta på onsdagsmarknaderna som hölls i staden. Under början av 1200-talet erhöll staden stadsrättigheter av Henrik I av Schlesien. Stadsrättigherna utgjordes av en anpassad form av Magdeburgrätten, och denna variant kom att användas i stor utsträckning i andra städer i Schlesien och Polen, under namnet Neumarkträtten, efter stadens tyska namn Neumarkt. Staden omnämns första gången 1223, då biskop Laurentius av Breslau gav staden Ujest stadsrättigheter enligt modell från "Hertig Henriks nya marknadsstad, som kallas 'Szroda'". Staden betecknas 1228 som by och 1229 fanns en Schultheiß och en landsfogde. 1238 betecknades orten som stad. Staden anlades enligt ett rutnät omkring en rak huvudgata, som i stadens centrum vidgar sig till ett avlångt torg. År 1233 omnämns S:t Andreaskyrkan och omkring 1253 anlades en borg i nordvästra delen av staden, vars förste borggreve omnämns 1269. Omkring denna tid grundades troligen även franciskanerklostret i sydöstra delen av staden, men de äldsta beläggen för klostrets existens är daterade till 1318.
Vid delningen av hertigdömet Schlesien kom staden att bli del av hertigdömet Breslau och tillsammans med detta från 1327 ett län under kungariket Böhmen. Efter Henrik VI av Schlesiens död 1335 kom länet att återgå till de böhmiska kronländerna. I perioder administrerades staden av kungliga länsherrar och ämbetsmän och senare kom staden även att tillhöra staden Breslau. I början av 1600-talet köptes borgen av staden Breslau och efter att borgen under påföljande århundraden gradvis förfallit kom den att rivas under 1800-talet.
Under medeltiden var staden omgärdad av en stadsmur och var ett centrum för handel och hantverk. Staden hade privilegier för handel med Böhmen, tre stora marknader årligen och en saltmarknad. År 1323 fanns ett vinodlarskrå. 1349 överlät Preczlaw von Pogarell, biskop av Breslau, beskyddarskapet av Mariahospitalet till benediktinerklostret i Opatowitz i östra Böhmen. Efter att klostret förstörts av husiterna 1421 flydde munkarna till Neumarkt och grundade ett prosteri, som fanns kvar fram till 1535. Efter att den siste abboten avlidit återgick Neumarkt och Wahlstatt till hertigdömet Liegnitz och såldes. Reformationen nådde staden 1523 och 1527 blev franciskanerkyrkan protestantisk, 1540 även S:t Andreaskyrkan. Efter trettioåriga kriget genomfördes motreformationen i staden och klostret blev åter franciskanerkloster. 
Efter Österrikiska tronföljdskriget blev Neumarkt som del av Schlesien 1742 del av kungariket Preussen. Under sjuårskriget intogs Neumarkt 4 december 1757 av Fredrik II av Preussens trupper, vilket blev upptakten till slaget vid Leuthen som stod öster om staden.
Under Napoleonkrigen uppehöll sig Napoleon i staden mellan 30 maj och 5 juni 1813 i franska högkvarteret här, där vapenstilleståndet i Pläswitz förhandlades fram. Efter de administrativa reformerna 1815 blev staden del av provinsen Schlesien och huvudort i Landkreis Neumarkt i Regierungsbezirk Breslau.
De viktigaste näringarna under 1800-talet var tobaksodling och läderframställning. Järnvägen Breslau–Liegnitz–Berlin drogs fyra kilometer utanför staden, vilket ledde till att staden först 1926 fick järnvägsanslutning genom en sidolinje från Ober Stephansdorf. Samma år som krigsutbrottet 1939 infogades byarna Flämischdorf, Probstei och Pfaffendorf i staden, vilket då gav ett sammanlagt invånarantal på 6 428 invånare.
Som följd av andra världskriget kom Neumarkt 1945 att bli del av Polen och döptes officiellt om till den polska namnformen Środa Śląska. Den tyskspråkiga befolkningen fördrevs västerut. Under decennierna efter kriget återbefolkades staden av polska bosättare och flyktingar från de tidigare polska områdena öster om Curzonlinjen. Åren 1946 till 1975 var Środa Śląska säte för distriktet Powiat średzki. Staden fick denna status som distriktshuvudort åter i samband med den stora polska förvaltningsreformen 1 januari 1999, då staden blev del av Nedre Schlesiens vojvodskap efter att dessförinnan tillhört Wrocławs vojvodskap.

## Kultur och sevärdheter

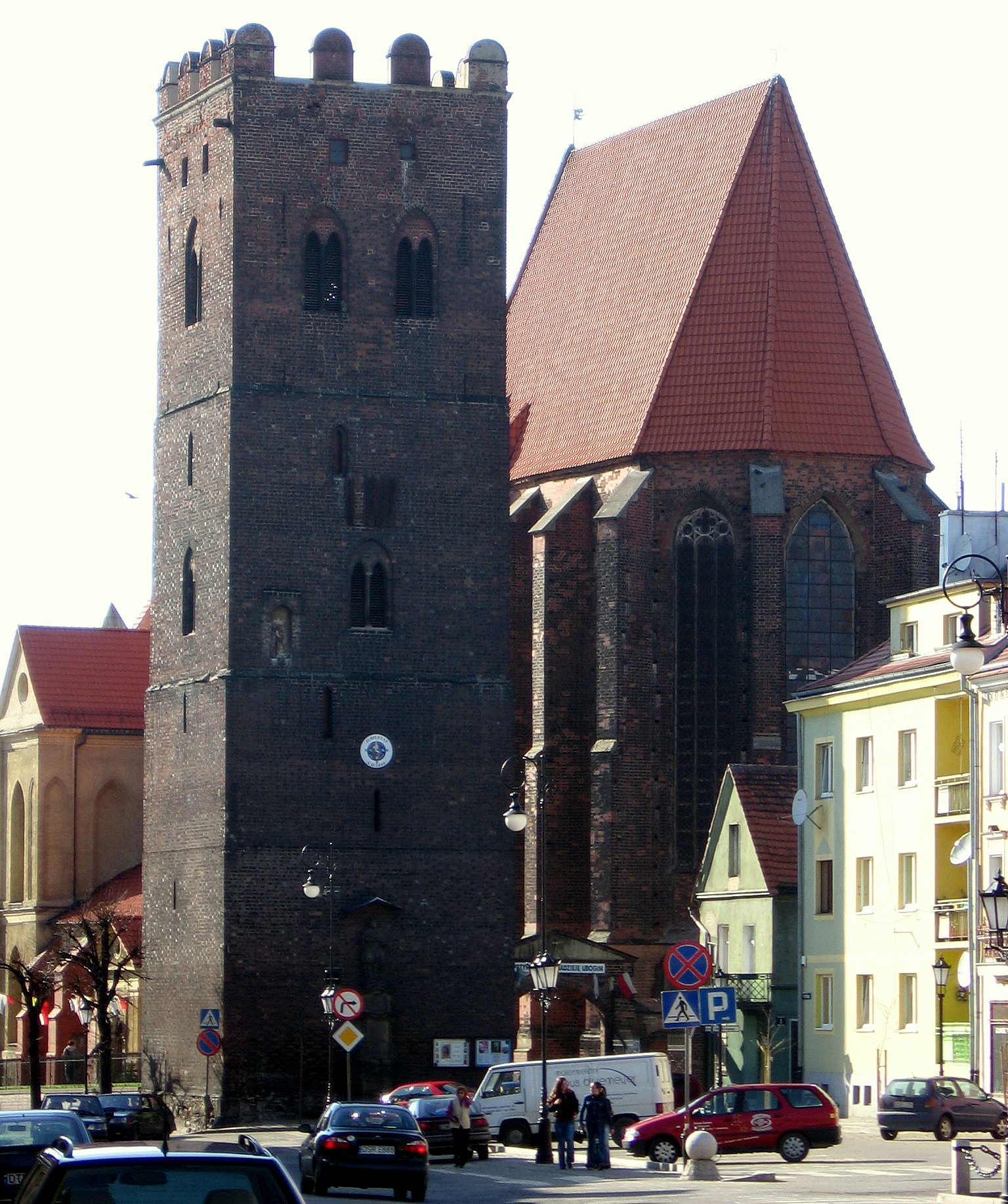
S:t Andreaskyrkan och klocktornet.

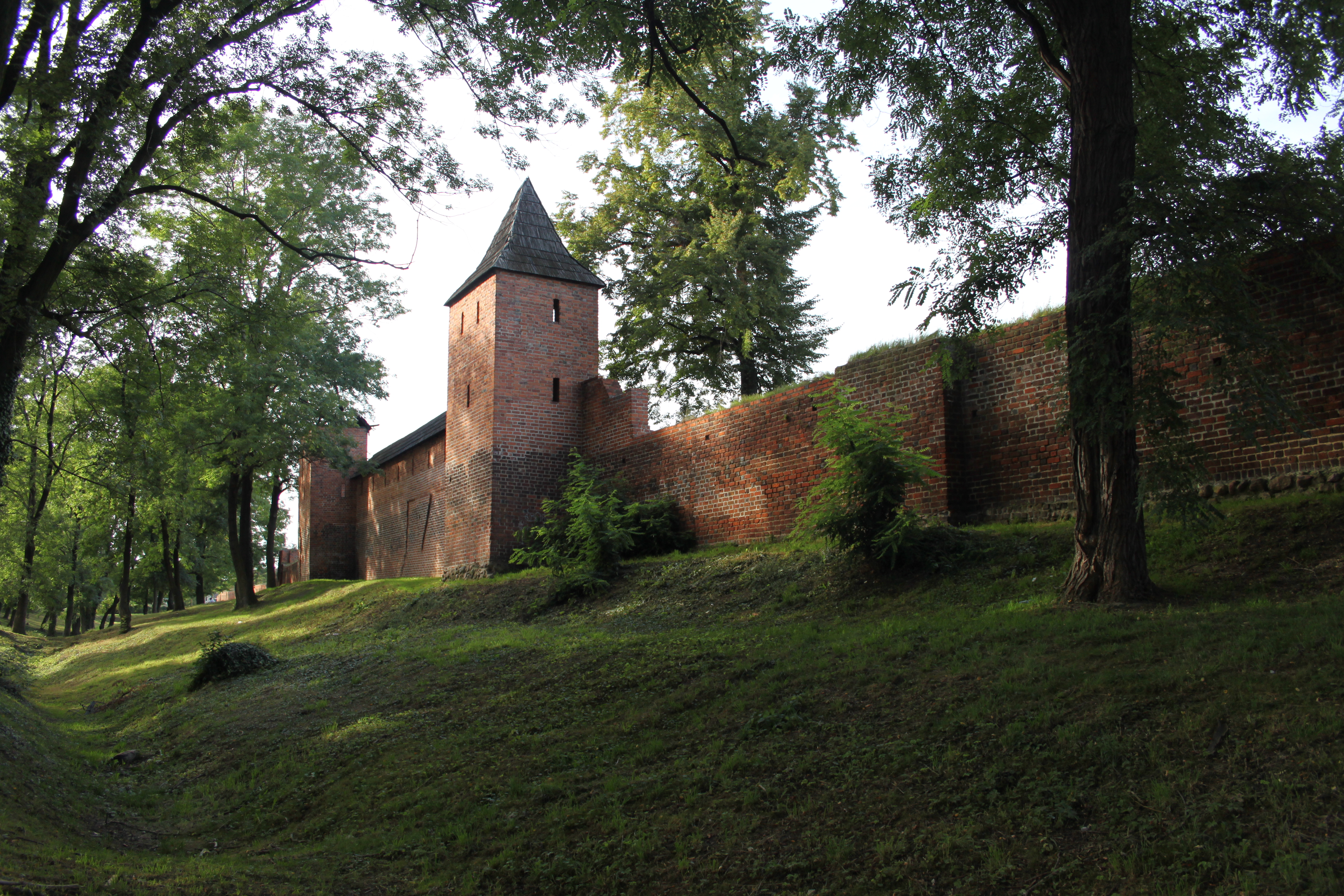
Stadsmuren.

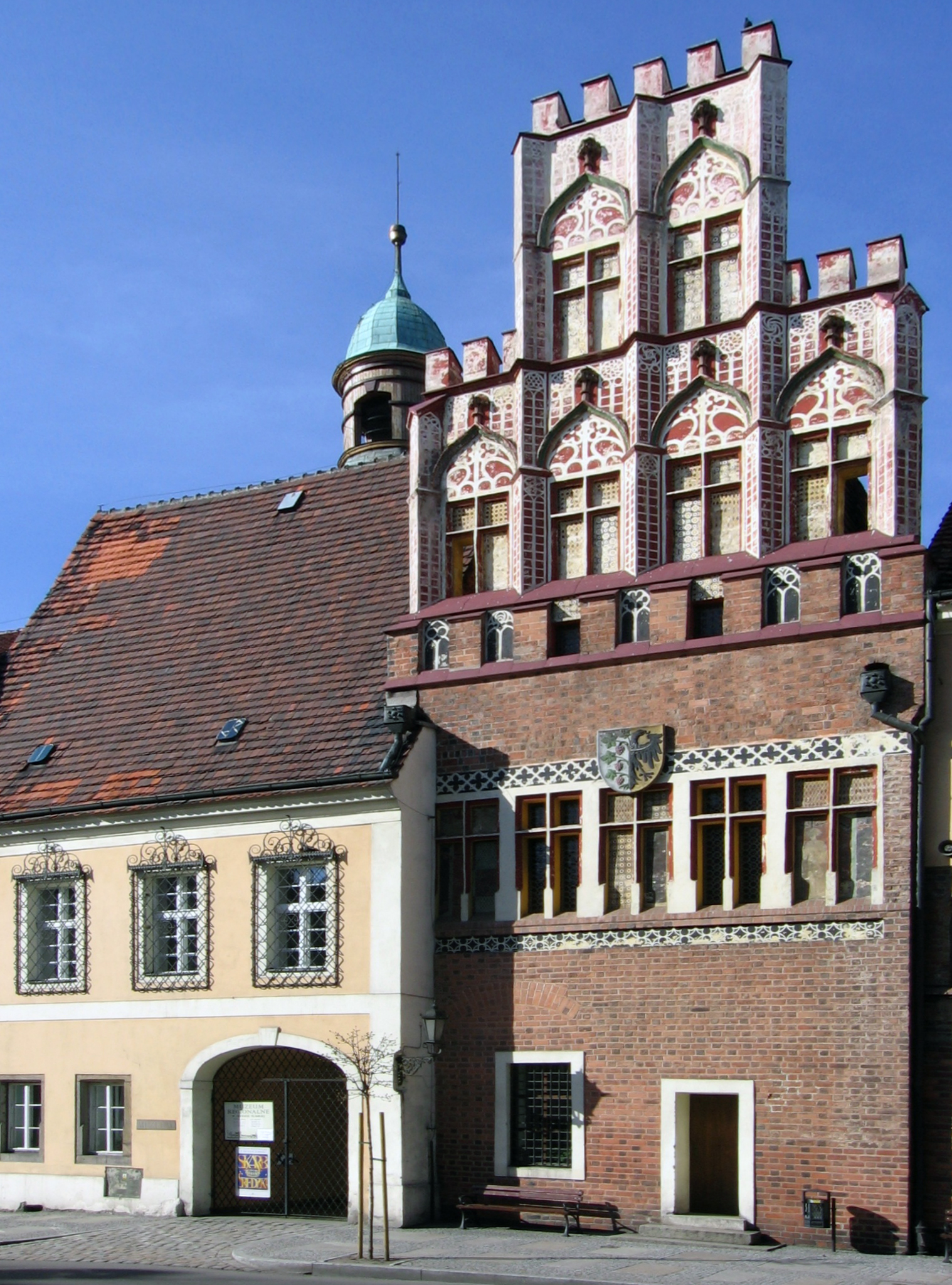
Regionalmuseet, inrymt i det gamla rådhuset.

- S:t Andreaskyrkan, uppförd 1248 på platsen för en äldre kyrka. Det gotiska koret och sakristian uppfördes omkring 1380. Under 1400-talet och 1500-talet tillhörde kyrkan orden Korsriddarna med den Röda stjärnan i Breslau. Efter reformationen fungerade kyrkan 1540–1654 som protestantisk kyrka, men byggdes åter om efter återkatoliseringen av Schlesien. Det fristående klocktornet i tegel uppfördes i mitten av 1300-talet och slutfördes i slutet av 1500-talet. Tornet är krenelerat. Till utsmyckningarna hör även Środamadonnan i en nisch och en Johannes Nepomuk-figur vid foten av tornet.
- Det tidigare franciskanerklostret
- Rådhuset, uppfört på 1400-talet och ombyggt i renässansstil 1552.
- Marie födelsekyrkan
- Stadsmuren från slutet av 1200-talet
- Środa Śląskas regionalmuseum. Museets mest berömda utställningsföremål ingår i den så kallade Środaskatten, upptäckt 1985-1988, som bland annat innehåller mynt, värdeföremål och en krona som tros ha tillhört Blanka Margareta av Valois (1316–1348), drottninggemål av Böhmen och maka till Karl IV. Värdeföremålen pantsattes troligen av Karl IV hos den judiske köpmannen Muscho, som bodde i staden och senare gömde skatten där.

## Kända invånare
- Friedrich Bischoff (1896–1972), tysk författare och radiopionjär.
- Paulina Brzeźna (född 1981), tävlingscyklist.
- Laurentius Corvinus (1465–1527), renässanshumanist.
- Eberhard Gothein (1853–1923), nationalekonom, historiker och politiker.
- Georg Gothein (1857–1940), socialliberal politiker.
- Franz Josef Kallmann (1897–1965), tysk psykiater och tvillingforskare.
- Hugo Ewald von Kirchbach (1809–1887), preussisk arméofficer, general.
- Hugo Magnus (1842–1907), oftalmolog och högskollärare i Breslau.
- Johannes von Neumarkt (1310–1380), biskop av Leitomischl och Olmütz, kansler åt kejsaren Karl IV.
- Otto Regenbogen (1891–1966), filolog.
- Kaspar Sagner (1721-1781), jesuit.
- Richard Scheuermann (1876–1913), tävlingscyklist.
- Oswald Zimmermann (1852–1910), politiker för tyska Reformpartiet (1903–1910), riksdagsledamot.